# Герб Денишів
Герб Дениші́в — офіційний символ села Дениші Житомирського району Житомирської області, затверджений рішенням Денишівської сільської ради.

## Опис
На червоному щиті срібний палац із центральною баштою, вікна чорні. На відділеній срібною хвилястою нитяною балкою лазуровій базі трилисник із трьох золотих дубових листків і двох жолудів. Щит облямований золотим декоративним картушем з написом «ДЕНИШІ» і увінчаний золотою сільською короною.